# Sava da Sérvia
São Sava (em sérvio: Свети Сава; 1175 ou 1176 - 14 de janeiro de 1235 ou 1236) foi o primeiro arcebispo da Sérvia (1219 - 1233) e também um dos santos mais importantes da Igreja Ortodoxa Sérvia, da qual é considerado fundador. Era filho de Estêvão Nemânia, fundador do Estado medieval sérvio e irmão do primeiro rei da Sérvia.